# Hardeep Singh
Hardeep Singh (ur. 20 grudnia 1990) – indyjski zapaśnik walczący w stylu klasycznym. Olimpijczyk z Rio de Janeiro 2016, gdzie zajął trzynaste miejsce w kategorii 98 kg.
Dwunasty na mistrzostwach świata w 2012 i 2018. Siódmy na igrzyskach azjatyckich w 2018. Srebrny medalista mistrzostw Azji w 2016 i brązowy w 2020. Jedenasty w indywidualnym Pucharze Świata w 2020. Mistrz Wspólnoty Narodów w 2013, 2016 i 2017 roku.
Absolwent Maharshi Dayanand University w Rohtak.